# Székelyudvarhelyi Művelődési Ház
A Székelyudvarhelyi Művelődési Ház épületében párhuzamosan négy intézmény működik: a Művelődési Ház, a Székelyföldi Filharmónia, az Udvarhely Táncműhely és a Tomcsa Sándor Színház. Az épület a Sétatér mellett 1956–1959 között épült, két előadóteremmel, próbatermekkel, irodahelyiségekkel. Mellette áll Tomcsa Sándor író és karikaturista bronzszobra, készítője az udvarhelyi szobrászművész, Székely József.

## Történeti háttér és elődök
Székelyudvarhely, 18. századi elszigeteltsége és gazdasági-társadalmi helyzete miatt nem válhatott jelentős művelődési központtá, de a század végén iskoláinak, tanárainak és diákjainak köszönhetően elindult a világi színjátszás, a nyelvművelés és a nyelvújításban való részvétel. Az udvarhelyi nemesek 1837-ben létrehozták a Társalkodó Egyesületet, amelyből nem zárták ki a többnyire értelmiségiekből álló polgárokat sem. A művelődési élet meghatározó szereplői azonban változatlanul a református kollégium tanárai maradtak. A kollégium diákjai egy ideig még folytatták a diákszínjátszást, ők hozták létre Erdély harmadik iskolai olvasókörét, megalakult a zenekar is. Ebben a korban érkeztek Udvarhelyre az első vándorszínészek is. A szabadságharc bukását követően az osztrákok közönséges tartománnyá fokozták le Erdélyt, ami az önrendelkezés minden formáját kizárta. Udvarhely művelődési életében a kiegyezés hozott igen jelentős fellendülést. Az 1800-as évek második felében már működött színházi élet színigazgatók vezetésével, ekkor még a városháza nagytermében és a csizmadiacéh boltjában (csizmadia szín). Az épület földszintjén boltok sorakoztak, az emeleten a tanácsterem mellett volt a Royal filmszínház, ahol 1914-től a tulajdonos hetenként háromszor tartott filmvetítést. Ugyancsak az emeleten székelt a Polgári Olvasókör, melynek 170 fizető tagja volt.

## A kőszínház létrejöttével kezdődő időszak
1874-ben, az aradi színház megnyitásával kezdődött az a színházépítési mozgalom, melynek során a magyar nyelvű színjátszók Erdély területén is állandó kőszínházakhoz jutottak. 1896-ban színpártoló-egylet alakult a városban. Az 1902 szeptember havában megépült játékszínben 11 páholy, 400 ülő- és 300 állóhely volt. 1902 szeptemberében, Székelyudvarhely új színházának megnyitása alkalmából Micsey F. György igazgató valóban értékes, reprezentatív műsort kínált: Hauptmanntól a Henschel fuvaros, azután Rostand Cyranója került színre, amelyet valódi ritkaságként, Shakespeare Coriolanusa követett. 1940-ben Erdélyi Magyar Színház, 1941-től Székelyföldi Színház volt a neve. A második világháború után megszűnt az egylet működése.
1868-ban alakult meg a Székely Dalegylet, amely a 19. század utolsó évtizedétől kezdve sorozatos győzelmeket aratott az országos dalosversenyeken. Első karnagya Vajda Emil. Több országos eredményt is elértek. De az egylet nem csak a zenei élet terén szerzett érdemeket: keretet biztosított a műkedvelő színjátszóknak is. A kórus 1958-ban, alapításának 90. évfordulóján ismét feltámadt, ekkor már a Művelődési Ház keretében.

## A művelődési ház megépültétől
1956–1959 között készült el a neoklasszikus homlokzatú, belül népies, magyaros díszítésű Művelődési Ház, amelynek építéséhez a székelyudvarhelyiek és a környező falvak lakói anyagilag és fizikai munkával egyaránt hozzájárultak. Itt lelt otthonra a Dalegylet mellett a vegyes kar, a tanárok és orvosok zenekara, a fúvósegyüttes; az 1967-ben indított Szejke-fesztivál is számos könnyűzenei, országos hírnevű együttesét vonzott a városba, sőt 1970-től országos könnyűzene-fesztivál színhelyévé is tette azt. Felépülésétől kezdve itt léptek fel a város néptánc- és folklóregyüttesei, illetve számos képzőművészeti kiállításnak adott otthont.
Az időközben már municípiummá előlépett Székelyudvarhely Művelődési Háza keretében a műkedvelő együttes 1977. május 7-én kelt rendelet alapján átalakult hivatalosan Népszínházzá, amely az Románia 27., egyben első magyar nyelvű népszínháza volt. A társulat önkéntesekből állt, minden egyes tagja dolgozott vagy tanult. A népszínház keretében – illetve annak felkínált lehetőségeivel élve – külön színt jelentett Székelyudvarhely színházi életében a gyermek-, illetve a diákszínjátszás. Számos bemutatójukról készült rádió- vagy tévéfelvétel, amelyeket a marosvásárhelyi rádió, illetve a bukaresti tv magyar adása sugárzott. Az 1989-es fordulat után, már 1990-ben a Cinka Pannával Békéscsabára is meghívást kapnak, 1992-ben pedig jelen vannak a kisvárdai Kisebbségi Színházak fesztiválján. Ugyanabban az évben az együttes felveszi Tomcsa Sándor nevét.

## Tomcsa Sándor Színház
A Tomcsa Sándor Színház egy erdélyi, önkormányzati működtetésű repertoárszínház. Székelyudvarhely Megyei Jogú Város 1997/72-es színházalapító határozata értelmében – a két világháború közötti erdélyi drámaírás egyik jelentős személyiségének tevékenysége nyomán – Tomcsa Sándornak nevezte el a – Románia nyolcadik magyar nyelvű – prózai teátrumát. Az önállósulásban Horváth Károly zeneszerző, és - az ő hívására - Merő Béla, zalaegerszegi rendező segítették a színházat, amely így vált 1998. november 6-án a tizenharmadik határon túli hivatásos színházzá. De ekkor még nem volt önálló társulata. Első 12 főállású színésze 1999. június 1-jével Marosvásárhelyről, Szatmárnémetiből, Temesvárról, Nagyváradról, továbbá Magyarországról (Zalaegerszeg, Békéscsaba) szerződött ide. Eközben létrejött a Színpártoló Egyesület és a Pro Theatrum Alapítvány, mely utóbbi feladata a fiatal színészek ösztöndíjas támogatására, és kulturális rendezvények szervezésére, továbbá mindkettőé a színház pártolása.
A Tomcsa Sándor Színház évente 5-6 bemutatóval jelentkezik. A repertoárban látható: dráma, tragédia, zenés előadás, vígjáték, komédia, operett és mese is. Saját társulata van, 2012-ben 15 fő, ami időről időre vendégművészekkel egészül ki.

### Díjak, elismerések
- Wyspiański Menyegző című művének színre állításáért Szabó K. István nyerte el a legjobb rendezésért járó díjat (2002)
- a Cocteau regényéből adaptált Vásott kölykök című előadásért, Szabó K. István (a színház ideiglenesen megbízott igazgatója) a marosvásárhelyi TOPFEST-en „a legjobb rendezés” díját nyerte (2004)
- Szalma Hajnalka - a romániai magyarság és a Gála történetében másodszor Sorin Militaru rendezésében azt a jelképekben gazdag Csehov Sirály-látomást nézhették meg a budapestiek, amelynek Nyinájáért - elnyerte a „legjobb pályakezdőnek” járó UNITER-díj (2004)
- a Komédium Színház Fesztiváljának (festCO 2010) díjai
- az EMKE Bánffy Miklós-díja
- a Határon Túli Magyar Színházak Kisvárdai Fesztiválján elnyert díjak,
- a Teplánszky-díj és Uniter debütdíj jelölés
- a sepsiszentgyörgyi ATELIER Nemzetközi Színházi Fesztivál díjai

## Székelyföldi Filharmónia
A plakátokon kezdetben a Palló Imre Művészeti Szakközépiskola Szimfonikus Zenekara, majd Palló Imre Kamarazenekar néven jelentek meg, Bodurian Aram vezetésével. Ebben a periódusban a zenekar több nemzetközi versenyen vett részt és 1999-ben és 2002-ben a Pro Archi Nemzetközi Vonószenekari Versenyen két I. díjat és karmesteri különdíjat kapott. Ugyanakkor, a Palló Imre Kamarazenekar több neves művész közreműködésével (Ruha István hegedűművész, Lendvai György hegedűművész, Felletár Melinda hárfaművész, Béres Melinda hegedűművész, Horváth Zoltán zongoraművész, Tsutsui Harumi brácsaművész, Mező László gordonkaművész, stb.) nagy sikerű koncerteket tartott belföldön és külföldön egyaránt.
1998-tól, minden nyáron megszervezésre került egy nagy létszámú zenekari tábor, éppen azzal a céllal, hogy összehozza, csapattá érlelje az együtt játszani vágyó fiatal muzsikusokat. Ruha István érdemes művész - a kamarazenekarral való koncertezés során szerzett pozitív tapasztalatai alapján - haláláig hű mentora, állandó résztvevője (tanárként és szólistaként) volt a rendezvénynek: ekkor Kelet- Európai, később (2001-től) Kárpát- medencei Ifjúsági Fesztiválzenekar néven szerepelt az együttes.
2002 óta szerepel az együttes az évad keretein belül lezajló koncertek plakátjain Székelyföldi Szimfonikus Zenekar néven, majd 2008-ban Székelyudvarhely Polgármesteri Hivatala a Művelődési Ház mellett a Székelyföldi Szimfonikus Zenekarra alapozva létrehozta a Székelyföldi Filharmóniát. Az intézmény együttműködik más professzionális intézményekkel is (marosvásárhelyi, kolozsvári, szatmári Filharmóniák, a MÁV Szimfonikus Zenekar - Budapest, kolozsvári és budapesti Zeneakadémiák stb.).

## Udvarhely Táncműhely
Az Udvarhely Táncműhely 1998 őszén jött létre önkormányzati kezdeményezésre a Művelődési Ház égisze alatt. A folklórműsorok mellett már ekkor elkezdődött egyfajta, táncjátékokkal való kísérletezés.
2005-ben nyert önálló jogi státust. Ez után az irányvonala: egy kortárs szemléletű együttes, amely a népi kultúrát (mindenekelőtt a Kárpát-medence folklórkincseit) használja produkciói alapanyagául, de úgy, hogy azzal érvényes, a jelenkor igényeinek is megfelelő kortárs-táncszínházat hozzon létre, Bartók Béla szellemi örökségével azonosulva. Emellett egy nyitott koreográfiai műhely működtetését is biztosítja.